# Henry Deutschmeister
Henry Deutschmeister (n. 21 mai 1902, Brăila, România – d. 20 februarie 1969, Paris) a fost un producător francez de filme.

## Biografie
Henry Deutschmeister a condus timp de 20 de ani compania de producție cinematografică Franco-London-Films. El a fost vicepreședinte al juriului Festivalului Internațional de Film de la Cannes din 1962.

## Colaborări la filmele românești

### Haiducii(1966)
Difuzarea filmului Haiducii în străinătate a fost încredințată în 1966, prin contract, societății franceze Franco-London Film, reprezentată de Henry Deutschmeister. Contractul prevedea o durată de exploatare a filmului de 15 ani, dar Franco-London Film a comunicat părții române după 12 ani că filmul nu se vânduse nicăieri.

### Dacii(1967)
În anul 1965, pe când se afla la Paris, regizorul Sergiu Nicolaescu a discutat cu Henry Deutschmeister, producător de film din Franța. Auzind că Nicolaescu vrea să realizeze un film istoric, producătorul evreu născut la Brăila, un „mare și adevărat patriot”, a acceptat să facă filmul Dacii în coproducție româno-franceză. Pe tot parcursul anului 1965 s-au purtat negocieri între partea română și partea franceză, care au fost finalizate printr-un acord semnat la 9 martie 1966, prin care partea română avea o participare majoritară de 60%, iar filmările urmau să aibă loc în România timp de 10 săptămâni începând din aprilie 1966. Prin acel acord s-au stabilit și actorii francezi ce urmau să aibă roluri în film: Pierre Brice (Severus), Alida Valli (Meda) și Bernard Blier (Fuscus), dar ultimii doi actori au fost înlocuiți înaintea primului tur de manivelă.

### Mihai Viteazul(1971)
După succesul internațional al filmului Dacii (1967), conducătorii cinematografiei românești au decis ca filmul să intre în producție în 1968, în regia lui Sergiu Nicolaescu, după scenariul lui Titus Popovici. S-au purtat negocieri cu unii producători străini pentru realizarea unei coproducții. În ianuarie 1969, a existat o intenție de colaborare cu Henry Deutschmeister, producător de film din Franța care colaborase și la Dacii, dar aceasta nu s-a finalizat.

## Filmografie
- L'Île des veuves (1936)  de Claude Heymann (director de producție)
- Le Carrefour des passions (Gli uomini sono nemici)  (1948) de Ettore Giannini
- La Beauté du diable (1950)
- Le Château de verre (1950)
- Utopia (1951)
- Les Sept Péchés capitaux (1952)
- La Minute de vérité (1952)
- Les Belles de nuit (1952)
- Madame de... (1953)
- Destinées (1954)
- L'Affaire Maurizius (1954)
- Scènes de ménage (1954)
- Obsession (1954)
- French Cancan (1954)
- Le Blé en herbe (1954)
- Le Rouge et le Noir (1954)
- Chiens perdus sans collier (1955)
- L'Affaire des poisons (1955)
- Si Paris nous était conté (1956)
- Marie-Antoinette reine de France (1956)
- Elena et les Hommes (1956)
- La Traversée de Paris (1956)
- Les Truands (1956)
- Montparnasse 19 (1958)
- Le Septième Ciel (1958)
- Les Amants de Montparnasse (1958)
- Le Joueur (1958)
- Le Miroir à deux faces (1958)
- Un témoin dans la ville (1959)
- Guinguette (1959)
- Le Grand Chef (1959)
- Le Chemin des écoliers (1959)
- Le Passage du Rhin (1960)
- La Main chaude (1960)
- Normandie-Niémen (1960)
- Un taxi pour Tobrouk (1960)
- Les Sept Péchés capitaux (1962)
- Mandrin, bandit gentilhomme (1962)
- Les Quatre Vérités (1962)
- Les Aventures de Robinson Crusoë (miniserial de televiziune, 1964)
- Juliette des esprits (1965)
- Guerre secrète (1965)
- L'Île au trésors (miniserial de televiziune, 1966)
- Trois filles vers le soleil (1967) de Roger Fellous
- Les Aventures de Tom Sawyer (miniserial de televiziune, 1968)
- Les Chemins de Katmandou (1969)